# Khalida Jarrar
Khalida Jarrar (Arabisch: خالدة جرار) (Nablus, 9 februari 1963) is een Palestijns juriste, wonend en werkend op  de Westelijke Jordaanoever, mensenrechtenactivist en feministe. Ze studeerde aan de Universiteit van Bir Zeit in Ramallah. Ze is getrouwd met Ghassan Jarrar en heeft twee dochters.
Khalida Jarrar werd in 2006 gekozen in de Palestijnse Wetgevende Raad (PLC). Leden daarvan worden sinds 2005 herhaaldelijk door Israël in detentie genomen.
Jarrar is ook vice-voorzitter van de Palestijnse NGO Addameer, het 'Palestinian Prisoner Solidarity Network', die bijstand verleent aan Palestijnse politieke gevangenen.
Khalida Jarrar kreeg van Israël geen toestemming om naar het buitenland te reizen. Een urgent hersenonderzoek, dat ze in Israël zou moeten ondergaan, werd herhaalde malen door Israëls bureaucratie geweigerd. Uiteindelijk wilde ze in 2010 dat onderzoek in Amman ondergaan, maar werd bij de grens naar Jordanië om 'veiligheidsredenen' tegengehouden.

## In administratieve detentie Israël
Khalida Jarrar is herhaalde keren door Israëlische militaire rechtbanken veroordeeld op gronden gerelateerd aan 'opruiing', en wordt zonder enig proces voortdurend in administratieve detentie gehouden. In april 2015 werd ze gearresteerd wegens ongehoorzaamheid aan haar verbanning uit Ramallah.
In 2015 speelde ze een belangrijke rol bij het toelating van Palestina tot het Internationaal Strafhof. Op 2 april 2015 werd ze door het Israëlische leger gearresteerd en in 'administratieve detentie' gezet. Zonder gerechtelijk onderzoek werd ze na 14 maanden detentie vrijgelaten.
Khalida Jarrar is ook een van de 13 Palestijnse parlementariërs die sinds juli 2017 in Israël gevangengezet zijn.
Na slechts een jaar vrij te zijn geweest werd ze begin juli 2017 tijdens een nachtelijke razzia op de Westelijke Jordaanoever weer zonder aanklacht in detentie genomen, samen met Khitam Saafin, president van de Unie van Palestijnse Vrouwen Commitees en andere Palestijnse volksvertegenwoordigers. Door de Linkse Fractie in het Europees Parlement - GUE/NGL werd dit sterk veroordeeld. Die ziet dergelijke onwettige acties van de Israëlische bezettingsmacht als aan aanval op de Palestijnse Wetgevende Raad (PLC) en de Palestijnse burgerlijke samenleving. Khitam Saafin had het afgelopen jaar herhaaldelijk de slechte behandeling van Palestijnse vrouwen in Israëlische gevangenissen tot in details verteld, zoals marteling, misbruik en solitaire opsluiting; veelal zonder gerechtelijk onderzoek. 
Op 25 oktober 2018 werd de administratieve detentie van Khalida Jarrar voor de vierde keer hernieuwd, voor vier maanden.
Op 2 januari 2019 kondigde Israëls minister van Veiligheid Gilad Erdan plannen aan om de omstandigheden voor Palestijnse gevangenen in Israëlische gevangenissen te verslechteren, wat eveneens inhoudt een rantsoenering van de hoeveelheid water en reductie van familiebezoek.
Op 28 februari 2019 werd ze na bijna twee jaar detentie zonder proces vrijgelaten
In oktober 2019 werd ze weer gearresteerd, slechts 8 maanden na haar vrijlating, vanwege haar lidmaatschap van het Volksfront voor de Bevrijding van Palestina (PFLP). Ze kreeg twee jaar gevangenisstraf werd naar een onbekende locatie gebracht.
In juli 2021 werd haar geweigerd om de begrafenis van haar dochter bij te wonen die de dag ervoor was gestorven aan een hartstilstand.
In 2023 werd Khalida opnieuw opgepakt en in administratieve detentie geplaatst. 
In januari 2025 kwam zij als een van de eerste gevangenen vrij tijdens de staakt-het-vuren in de oorlog in Gaza. Kort voor de vrijlating werden de gevangenen nog mishandeld en vernederd; ze waren uitgeput, uitgehongerd en in sommige gevallen onherkenbaar in vergelijking met het begin van hun detentie. Het haar van Khalida was grijs-wit na maanden van eenzame opsluiting in een cel van 1x1,5 m² in de Ayalon gevangenis van Ramla.